# 洛伊布斯多夫
洛伊布斯多夫（德語：Leubsdorf）是德国萨克森州的市镇，隶属于中萨克森县。总面积为34.47平方千米，截至2023年12月31日总人口为3,222人。